# Bandikot indyjski
Bandikot indyjski (Bandicota indica) – gatunek ssaka z podrodziny myszy (Murinae) w obrębie rodziny myszowatych (Muridae), występujący w Azji Południowej i Południowo-Wschodniej.

## Taksonomia
Gatunek po raz pierwszy zgodnie z zasadami nazewnictwa binominalnego opisał w 1800 roku niemiecki zoolog i botanik Johann Matthäus Bechstein nadając mu nazwę Mus indicus. Holotyp pochodził z Puducherry, w Indiach.
Morfologicznie jest bliższy B. savilei niż B. bengalensis. Takson politypowy, ale liczba, rozpoznanie i rozmieszczenie podgatunków wymagają przeglądu taksonomicznego. Autorzy Illustrated Checklist of the Mammals of the World uznają ten takson za gatunek monotypowy.

### Etymologia
- Bandicota: zniekształcona nazwa pandi-kokku oznaczająca w telegu „świnio-szczura”. Rodzima nazwa bandikota odnosi się do jego zwyczaju chrząkania jak świnia podczas ataku lub podczas biegania w nocy[23].
- indica: łac. Indicus „indyjski”, od India „Indie”[24].

## Wygląd
Bandikot indyjski osiąga długość (bez ogona) 188–350 mm, długość ogona 146–280 mm, długość ucha 27–33 mm, długość tylnej stopy 42–60 mm; masa ciała 375–600 g. Wierzch ciała jest czarnobrązowy, boki bardziej szare, z długimi czarnymi włosami okrywowymi; spód ciała jest ciemny, brązowoszary. Ogon jest jednolicie ciemnobrązowy. Duże, szerokie stopy także są ciemne, ciemnobrązowe do czarnych. Górne siekacze są bardzo szerokie, para tych zębów ma u dorosłego osobnika ponad 4 mm szerokości. Bandikot indyjski jest większy od pozostałych bandikotów i podobnych do nich szczurów.

## Występowanie
Bandikot indyjski występuje na Półwyspie Indyjskim i Indochińskim, a także na Tajwanie i Jawie. Jest spotykany w większej części Indii, Nepalu, Bangladeszu, południowo-środkowej i południowo-wschodniej Chińskiej Republice Ludowej (Syczuan, Junnan, Kuejczou, Guangdong i Fujian) oraz kontynentalnej południowo-wschodniej Azji (Mjanma, Tajlandia, Laos, Wietnam i Kambodża); występuje także na wyspie Cát Bà u wybrzeży północnego Wietnamu. Populacja Tajwanu ma niepewne pochodzenie. Introdukowany w stanach Kedah i Perlis na Półwyspie Malajskim oraz na Jawie.

## Ekologia
Żyje na polach, we wsiach i miastach; w środowisku naturalnym zamieszkuje tereny bagniste, w związku z czym jest często spotykany na polach ryżowych.
Kopie nory na brzegach strumieni, w groblach i na skrajach pól; w systemie nor może mieszkać cała kolonia bandikotów. Samica wydaje na świat od 5 do 7 młodych w miocie. Zwierzęta te prowadzą głównie nocny tryb życia, żywią się roślinami i bezkręgowcami.

## Populacja
Międzynarodowa Unia Ochrony Przyrody uznaje bandikota indyjskiego za gatunek najmniejszej troski. Nie są znane zagrożenia dla gatunku, jest on szeroko rozpowszechniony i pospolity, nawet bardzo. Ocenia się, że jego liczebność rośnie. Bywa uznawany za szkodnika.